# بخش الوسبین
بخش الوسبین (به سوئدی: Älvsbyns kommun) یک ناحیه شهری در سوئد است که در شهرستان نوربوتن واقع شده‌است.

## خواهرخوانده
شهرهای زیر خواهرخوانده‌های بخش الوسبین هستند.
- فاوسکه در نروژ
- هاپاوسی در فنلاند
- مونچگورسک در روسیه